# وینکه ۴

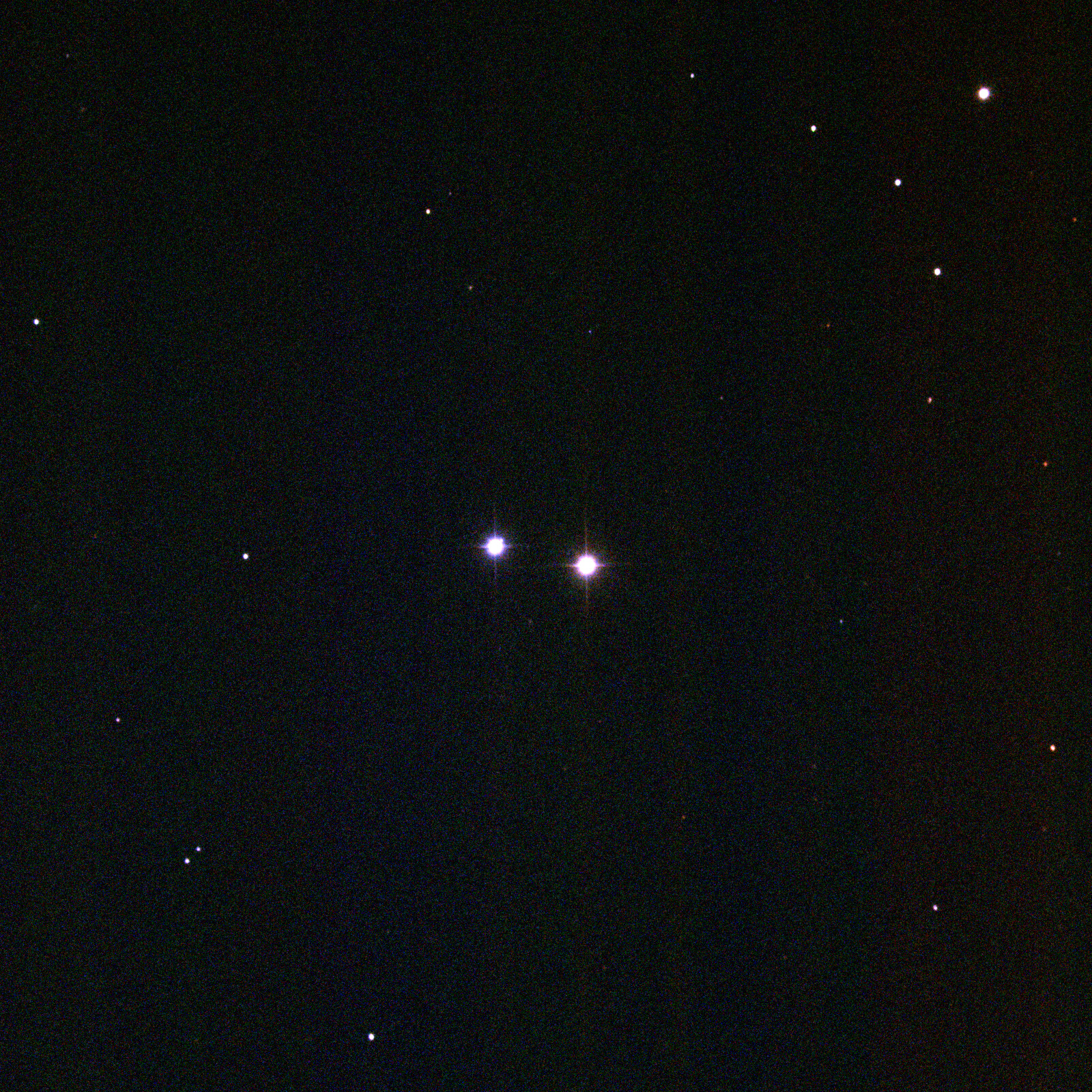
ستاره دوتایی وینکه چهار

وینکه ۴(به انگلیسی: Winnecke 4) (یا مسیه ۴۰ یا WNC 4) یک ستاره دوتایی در صورت فلکی خرس بزرگ است. که توسط شارل مسیه و در سال ۱۷۶۴ کشف شد این اجزا به اشتباه در فهرست مسیه آمده است.
در سال ۲۰۰۱ بررسی‌ها نشان که این دو ستاره بیشتر ستاره دوتایی نوری هستند تا واقعی.